# Lorenzo Minotti
Lorenzo Minotti (Cesena, 8 februari 1967) is een Italiaans voormalig betaald voetballer. Minotti was een voorstopper die jarenlang voor Parma speelde, van 1987 tot 1996, en daar aanvoerder werd. Hij speelde acht interlands voor het Italiaans voetbalelftal.

## Clubcarrière
Minotti won gedurende zijn carrière als verdediger, en dan hoofdzakelijk als voorstopper, de UEFA Cup (1994/95) en de Europacup II / UEFA Beker der Bekerwinnaars (1992/93) met Parma. Hij begon in 1985 zijn professionele loopbaan bij Cesena, de grootste club uit de stad waar hij opgroeide. Met Parma was hij echter het meest succesvol. In de finale van de Europacup II werd het Belgische Royal Antwerp FC met 1–3 te kijk gezet, anno 2023 nog steeds de laatste keer dat een Belgische club een Europese finale speelde. Minotti scoorde reeds vroeg de openingstreffer, waarna Cisse Severeyns niet veel later gelijk stelde voor Antwerp. De linksvoetige verdediger won ook de Coppa Italia met Parma in 1992. Minotti speelde 280 wedstrijden voor Parma in de Serie A, van 1987 tot 1996. Hij zou er ook aanvoerder worden. Na zijn vertrek in 1996 speelde Minotti nog voor Cagliari, Torino en Treviso. Minotti stopte in 2001 definitief met voetballen, als een van de vaste centrale verdedigers van Treviso.

## Erelijst
| Competitie                   |        |         |       |       |
| Competitie                   | Aantal | Jaren   |       |       |
| Parma                        | Parma  | Parma   | Parma | Parma |
| ---------------------------- | ------ | ------- | ----- | ----- |
| UEFA Cup                     | 1x     | 1994/95 |       |       |
| UEFA Beker der Bekerwinnaars | 1x     | 1992/93 |       |       |
| UEFA Super Cup               | 1x     | 1993    |       |       |
| Coppa Italia                 | 1x     | 1991/92 |       |       |
| Italië                       |        |         |       |       |
| Wereldkampioenschap voetbal  | 1x     | 1994    |       |       |

## Interlandcarrière
Minotti mocht als extra verdediger mee naar het WK 1994 in de Verenigde Staten, mede doordat aanvoerder Franco Baresi niet fit was en tijdens het toernooi een meniscusoperatie onderging. Italië speelde de finale tegen Brazilië en verloor deze pas na strafschoppen. Minotti speelde niet mee en Baresi was klaar voor de finale. Hij kwam in totaal acht keer in actie voor Italië in de periode 1994–1995.